# Travuniidae
Travuniidae - rodzina pajęczaków z rzędu kosarzy i podrzędu Laniatores zawierająca kilkanaście gatunków. 

## Opis
Przedstawiciele tej rodziny to niewielkie kosarze o długości ciała do 3 mm. Nogi są smukłe i nieuzbrojone, natomiast nogogłaszczki są silne i wyposażone w ostre kolce.

## Występowanie
Kosarze te wykazane są z Europy, USA i Japonii.

## Pokrewieństwo
Najbliżej spokrewnione są z Cladonychiidae. Istnieje nawet możliwość, że Travuniidae są parafiletyczne względem tej rodziny.

## Nazwa
Nazwa rodzajowa Travunia pochodzi od łacińskiej nazwy miasta Trebinje w Bośni i Hercegowinie.

## Systematyka
Rodzina zawiera 14 gatunków oraz 2 opisane podrodziny. W Europie występuje 11 (oznaczone pogrubieniem):
Podrodzina: Peltonychiinae Kratochvíl, Balat & Pelikan, 1958
- Rodzaj: Peltonychia Roewer, 1935
  -  Peltonychia clavigera (Simon, 1872)
  - Peltonychia gabria Roewer, 1935
  -  Peltonychia leprieurii (Lucas, 1860)
  - Peltonychia posteumicola (Roewer, 1935)
  -  Peltonychia tenuis Roewer, 1935

Podrodzina: Travuniinae Absolon & Kratochvíl, 1932
- Rodzaj: Abasola Strand, 1928
  - Abasola hofferi Silhavy, 1937
  - Abasola sarea Roewer, 1935
  - Abasola troglodytes (Roewer, 1915)

- Rodzaj: Arbasus Roewer, 1935
  - Arbasus caecus (Simon, 1911)

- Rodzaj: Dinaria Hadzi, 1932
  - Dinaria vjetrenicae Hadzi, 1933

- Rodzaj: Kratochvíliola Roewer, 1935
  - Kratochvíliola navarica Roewer, 1935

- Rodzaj: Speleonychia Briggs, 1974
  - Speleonychia sengeri Briggs, 1974

- Rodzaj: Travunia Absolon et Kratochvíl, 1927
  - Travunia anophthalma Absolon et Kratochvíl, 1938
  - Travunia jandai Kratochvíl, 1938

incertae sedis
- Rodzaj: Yuria Suzuki, 1964
  - Yuria pulcra Suzuki, 1964
    - Yuria pulcra pulcra Suzuki, 1964
    - Yuria pulcra briggsi Suzuki, 1975

- Rodzaj: Buemarinoa Roewer, 1956
  - Buemarinoa patrizii Roewer, 1956